# Lago (Montefiorino)
Lago è una frazione del comune di Montefiorino nella provincia di Modena in Emilia-Romagna.

## Geografia fisica
È posta sul torrente Dragone, che separa il territorio montefiorinese da Torgiano (comune di Palagano) e confina con i paesi di Casola, Vitriola, con il comune di Palagano e con il comune di Frassinoro.
Fanno parte del territorio la zona speciale di conservazione Poggio Bianco Dragone e il Parco degli Ofioliti, pietre tipiche della zona.

## Storia
Il territorio di Lago include l'ex comune medievale di Medola, citato già nel 1071 e nel diploma dell'imperatore Federico Barbarossa del 1164 con cui furono donati la rocca e il castello con la chiesa di San Michele, strutture strategiche che dominavano l'intera valle del torrente Dragone. Medola fu eretto a comune nel 1197, con 81 uomini e due consoli. L'intera zona di Medola venne però travolta e cancellata da un'imponente frana nel 1619.
La località di Lago è citata fin dal 1205, quando nella dedizione delle Terre della Badìa risultano cinque capifamiglia di Lacu, nell'ex comune di Medola. Nel 1261 furono censiti 17 manenti. Nel XIV secolo, il territorio di Lago venne acquisito dalla famiglia Montecuccoli, signori del feudo di Medola.
Nel 1619 la chiesa di San Michele venne travolta da una frana e distrutta, ma venne ricostruita dopo tre anni. Risale almeno al 1627 la cosiddetta "canonica" posta nel centro del borgo. Nel 1832 venne alzato il campanile, mentre nel 1929 fu riedificata la chiesa nelle forme attuali.

## Monumenti e luoghi d'interesse

### Architetture religiose
- Chiesa parrocchiale di San Michele arcangelo
- Oratorio del Calvario[5]